# Egyed László (geofizikus)

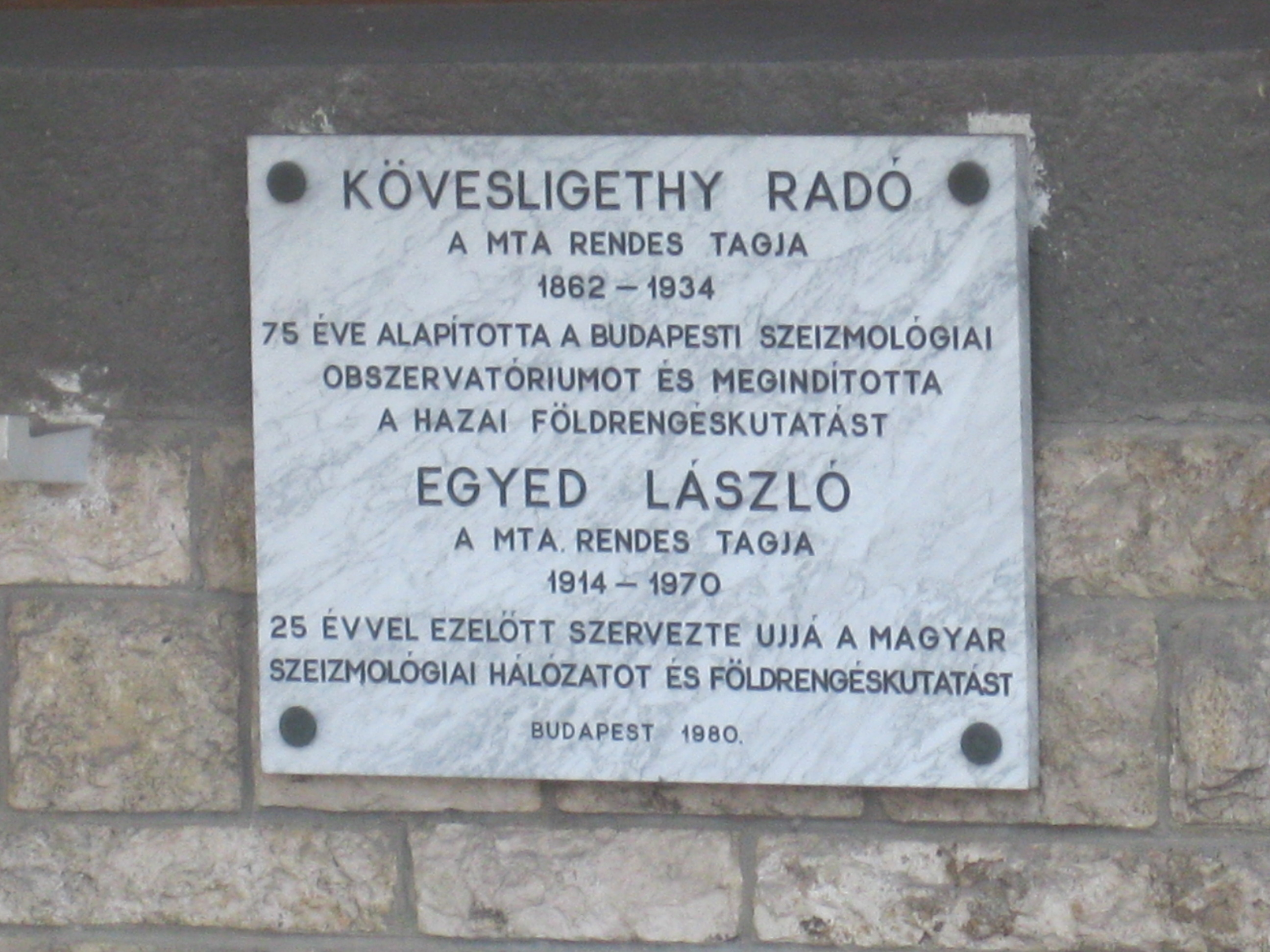
Kövesligethy Radó és Egyed László emléktáblája

Egyed László (Fogaras, 1914. február 12. – Budapest, 1970. július 11.) Kossuth-díjas (1957) geofizikus, a Magyar Tudományos Akadémia levelező (1960), majd rendes (1970) tagja, az ELTE Természettudományi Kar (ELTE-TTK) dékánja, valamint Geofizikai Tanszékének vezetője volt.

## Munkássága
Több mint 100 cikket publikált, valamint ő írta 1956-ban A Föld fizikája című könyvet. Christoph Hilgenberggel, Samuel Warren Carey–vel és Pascal Jordannal együtt a földtágulási elmélet híve volt, mely a globális lemeztektonika-elmélet kiegészítő modellje. Munkásságának zömét az erre vonatkozó kutatások tették ki. Egyed a Föld tágulását évente 1 mm-re tette (500 km a kambrium óta). A gravitációs állandó csökkenésére vonatkozó elméletét számos konferencián ismertette. Beválasztották a Nemzetközi Űrkutatási Bizottság, a COSPAR héttagú elnökségébe. Magyarországon új, korszerű szeizmológiai obszervatóriumok hálózatát hozta létre és elindította a hazai paleomágneses kutatásokat.
Másik közismert elmélete a Föld vasmagos modelljének alternatívája. A Goldschmidt-féle vasmagos modellben a Föld erősen rétegzett, a mélységi övezetek összetételükben is elkülönülnek egymástól. Az Egyed-féle vasmag nélküli modell nagyjából homogén összetételű Földet feltételez. Jelenleg a vasmagos modell az általánosan elfogadott, azonban minden olyan jelenséget, amelynek megoldására Goldschmitt a vasmagos modellt alkalmazta, a vasmag nélküli modell is magyaráz. Így például a Föld mágneses mezejének létére nem kell vasból álló magot feltételezni, mivel az Egyed-féle modellben a magot elfajult plazmaállapotú, mozgó anyag alkotja, amely dinamóelven szintén generál mágneses mezőt. A Föld átlagsűrűségének magyarázásához sem szükséges az egyre nagyobb sűrűségű rétegek feltevése, mivel a nagy nyomás alatt összepréselődő anyag szintén a kívánt eredményhez vezet. Emellett a vasmagos modell nem képes magyarázni azt a körülményt, hogy ha a Föld belsejében konvekciós áramlatok vannak, miért nem keverednek a rétegek.

## Művei (válogatás)
- Geofizikai alapismeretek. Budapest, 1955.
- A Föld belső felépítésének új elmélete és annak földtani-geofizikai következményei. Földtani Közl., LXXXV, 3, 277-318, 1955.
- A Föld fizikája. Általános geofizika I. Akad. Kiadó, Budapest, 365, 1956.
- A new theory on the internal constitution of the Earth and its geological-geophysical consequences. Acta Geol., IV, 1, 43—83, 1956.
- A hőfluxus eredetéről. Geofizikai Közlemények, VII. 2. 97. 1958.
- The expanding Earth? Nature, 197, 4872, 1059 - 1060, 1962.
- Physik der festen Erde. Leipzig, Teubner — Budapest, Akad. Kiadó 368, 1969.
- Eötvös Loránd. (M. Zemplén Jolánnal) A múlt magyar tudósai. Akadémiai Kiadó, Budapest 1970.

## Fordítás
- Ez a szócikk részben vagy egészben  a   László Egyed című angol Wikipédia-szócikk fordításán alapul.  Az eredeti cikk szerkesztőit annak laptörténete sorolja fel. Ez a jelzés csupán a megfogalmazás eredetét és a szerzői jogokat jelzi, nem szolgál a cikkben szereplő információk forrásmegjelöléseként.